# Melgaço
Melgaço és un municipi portuguès, situat al districte de Viana do Castelo, a la regió del Nord i a la subregió de Minho-Lima. L'any 2004 tenia 9.739 habitants. Es divideix en 18 freguesies. Limita al nord i est amb Galícia, al sud-oest amb Arcos de Valdevez, i a l'oest amb Monção. És el municipi més septentrional del país.

## Població
| Població del concelho de Melgaço (1801 – 2004) | Població del concelho de Melgaço (1801 – 2004) | Població del concelho de Melgaço (1801 – 2004) | Població del concelho de Melgaço (1801 – 2004) | Població del concelho de Melgaço (1801 – 2004) | Població del concelho de Melgaço (1801 – 2004) | Població del concelho de Melgaço (1801 – 2004) | Població del concelho de Melgaço (1801 – 2004) | Població del concelho de Melgaço (1801 – 2004) |
| ---------------------------------------------- | ---------------------------------------------- | ---------------------------------------------- | ---------------------------------------------- | ---------------------------------------------- | ---------------------------------------------- | ---------------------------------------------- | ---------------------------------------------- | ---------------------------------------------- |
| 1801                                           | 1849                                           | 1900                                           | 1930                                           | 1960                                           | 1981                                           | 1991                                           | 2001                                           | 2004                                           |
| 5.141                                          | 7.960                                          | 15.558                                         | 15.759                                         | 18.211                                         | 13.246                                         | 11.018                                         | 9.996                                          | 9.739                                          |

## Freguesies
- Alvaredo
- Castro Laboreiro
- Chaviães
- Cousso
- Cristóval
- Cubalhão
- Fiães
- Gave (Melgaço)
- Lamas de Mouro
- Paços
- Paderne
- Parada do Monte
- Penso
- Prado
- Remoães
- Roussas (Melgaço)
- São Paio
- Vila (Melgaço)